# Coltrane (1962년 음반)
| 전문가 평가                         | 전문가 평가 |
| 평가 점수                           | 평가 점수   |
| 출처                                | 점수        |
| ----------------------------------- | ----------- |
| AllMusic                            | [ 1 ]       |
| Down Beat                           | [ 2 ]       |
| Encyclopedia of Popular Music       | [ 3 ]       |
| New Record Mirror                   | [ 4 ]       |
| The Penguin Guide to Jazz           | [ 5 ]       |
| The Rolling Stone Jazz Record Guide | [ 6 ]       |
| Tom Hull – on the Web               | A−          |

《Coltrane》는 미국의 재즈 색소폰 연주자, 밴드 리더, 작곡가 존 콜트레인의 스튜디오 음반이다. 1962년 4월과 6월에 녹음되었고 같은 해 7월에 임펄스! 레코드에 의해 발매되었다. 당시에는 음악 매체에 의해 간과되었지만, 이후 콜트레인의 음반 목록에서 중요한 녹음으로 간주되기 시작했다. CD로 재발행되었을 때, 이 음반은 그의 음악적 영향력에 바쳐진 빅 닉 니콜라스에게 헌정된 콜트레인 작곡을 특징으로 했고, 이 색소폰 연주자는 듀크 엘링턴과의 협업 음반 《Duke Ellington & John Coltrane》 (1963년)을 위해 녹음했다. 〈Tunji〉는 콜트레인이 나이지리아의 드러머 바바툰드 올라툰지에게 헌정하기 위해 작곡했다.

## 발매
이 음반의 오리지널 임펄스! 레코드 발매는 1962년 7월 21일 "7월 음반 발매"라는 기치 아래 《캐시박스》 발행에 발표되었으며, 라우틀리지의 《The John Coltrane Reference》 (2013년)는 발매 날짜를 1962년 8월경으로 확인한다. 《올 어바웃 재즈》 작가 마크 웰린에 따르면, 콜트레인은 처음에는 음악 언론에서 간과되었고, 나중에는 음악 역사가들에 의해, 1961년 빌리지 뱅가드에서 그리고 미국과 유럽 투어에서 동료 색소폰 연주자 에릭 돌피와 함께 색소폰 연주자의 논쟁적인 공연을 만났던 "적대함과 이해력" 때문에 "이 음반은 녹음 당시 정보가 없는 음악 비평과 개인적인 공격의 캠페인에 의해 의도적으로 그림자가 드리워졌습니다. 콜트레인과 돌피는 미국의 유명 신문과 저명한 재즈 잡지인 《다운비트》에 실렸습니다."

## 곡 목록
| #  | 제목                  | 작곡                   | 재생 시간 |
| -- | --------------------- | ---------------------- | --------- |
| 1. | 〈Out of This World〉 | 해럴드 알렌, 조니 머서 | 14:06     |
| 2. | 〈Soul Eyes〉         | 말 왈드론              | 5:26      |

| #  | 제목             | 작곡        | 재생 시간 |
| -- | ---------------- | ----------- | --------- |
| 1. | 〈The Inchworm〉 | 프랭크 레서 | 6:19      |
| 2. | 〈Tunji〉        | 존 콜트레인 | 6:33      |
| 3. | 〈Miles' Mode〉  | 콜트레인    | 7:31      |

| #  | 제목                    | 작곡     | 재생 시간 |
| -- | ----------------------- | -------- | --------- |
| 6. | 〈Big Nick〉            | 콜트레인 | 4:04      |
| 7. | 〈Up 'Gainst The Wall〉 | 콜트레인 | 3:13      |